# Dubník
Dubník é um município da Eslováquia, situado no distrito de Nové Zámky, na região de Nitra. Tem 41,01 km² de área e sua população em 2018 foi estimada em 1.606 habitantes.

## Demografia
| Ano:        | 1994 | 2004   | 2014   | 2024   |
| ----------- | ---- | ------ | ------ | ------ |
| Broj ljudi: | 1779 | 1762   | 1655   | 1520   |
| Razlika:    |      | -0,95% | -6,07% | -8,15% |

| Ano:               | 2023 | 2024   |
| ------------------ | ---- | ------ |
| Número de pessoas: | 1538 | 1520   |
| Diferença:         |      | -1,17% |